# Nemotelus bellulus
Nemotelus bellulus is een vliegensoort uit de familie van de Stratiomyidae. De wetenschappelijke naam van de soort is voor het eerst geldig gepubliceerd in 1903 door Melander.